# فرنسيس جرير
فرنسيس جرير (بالإنجليزية: Francis Grier)‏ هو ملحن بريطاني، ولد في 1955.

## وصلات خارجية
- فرنسيس جرير على موقع ميوزك برينز (الإنجليزية)
- فرنسيس جرير على موقع أول ميوزيك (الإنجليزية)
- فرنسيس جرير على موقع ديسكوغز (الإنجليزية)